# تومي بيشوب
تومي بيشوب (بالإنجليزية: Tommy Bishop)‏ هو لاعب دوري الرغبي أسترالي، ولد في 15 أكتوبر 1940 في سانت هلنز في المملكة المتحدة.